# Ion Solonenco
Ion Solonenco (n. 18 ianuarie 1935, Țîbuleuca, raionul Dubăsari, Transnistria istorică, Ucraina – d. 12 august 2022, Chișinău, Republica Moldova) a fost un general de brigadă din Republica Moldova. În anul 1996 deținea funcția de viceministru al securității naționale. A fost numit apoi în funcția de consilier al directorului general al Serviciului de Informații și Securitate al Republicii Moldova.
La data de 2 februarie 1999, generalul Solonenco a fost numit în funcția de copreședinte din partea Republicii Moldova al Comisiei Unificate de Control (CUC). Comisia Unificată de Control (CUC) a fost creata în anul 1992 imediat după suspendarea conflictului armat dintre Republica Moldova și Transnistria, ea fiind alcătuită din delegații ale Moldovei, Transnistriei și Rusiei, iar reprezentanții Ucrainei și OSCE participă la lucrările CUC în calitate de observatori.
La 12 ianuarie 2005, președintele Vladimir Voronin i-a conferit Ordinul „Gloria Muncii”, pentru merite deosebite și înalt profesionalism în asigurarea securității statului și activitate organizatorică și obștească prodigioasă.